# SOS-Kinderdorf-Stiftung
Die SOS-Kinderdorf-Stiftung ist eine gemeinnützige Förderstiftung mit Sitz in München und unterstützt die Arbeit des SOS-Kinderdorfs.

## Gründung und Finanzierung
Die Stiftung wurde 2003 in München mit einem Kapital von 500.000 Euro gegründet.
Über 750 Zustifter fördern die Stiftung, deren Dachkapital nach Eigenangaben Stand 2017 30,2 Mio. € betrug. Das Kapital von 67 Treuhandstiftungen, mit denen Stifter ein spezielles Projekt oder eine bestimmte Einrichtung des Vereins fördern können, betrug weitere 25,5 Mio. €.
Die Ausschüttung der Dachstiftung an den Verein SOS-Kinderdorf erfolgt einmal im Jahr. Geschäftsführerin Petra Träg und der dreiköpfige Vorstand entscheiden, welche Angebote und Projekte gefördert werden.

## Ziele der Stiftung
Ziel der Stiftung ist laut Satzung „die dauerhafte Unterstützung benachteiligter Kinder, Jugendlicher, Familien und Menschen mit Behinderung“. Die Dachstiftung hat drei strategische Schwerpunkte: Förderung der betreuten Kinder und ihrer Familien, Maßnahmen für Bildung, Schul- und Berufsausbildung sowie Hilfe für Notfälle.

## Schirmherren
Die Schirmherren der Stiftung sind Armin Maiwald und Christoph Biemann von der Sendung mit der Maus.